# Trollsjön (Bergums socken, Västergötland)
Trollsjön är en sjö i Göteborgs kommun i Västergötland och ingår i Göta älvs huvudavrinningsområde. Sjön är 12 meter djup, har en yta på 0,0953 kvadratkilometer och befinner sig 99 meter över havet. Trollsjön ligger i Vättlefjäll Natura 2000-område. Sjön avvattnas av vattendraget Hältorpsån.

## Delavrinningsområde
Trollsjön ingår i det delavrinningsområde (641956-128066) som SMHI kallar för Ovan 642163-128081. Medelhöjden är 106 meter över havet och ytan är 5,02 kvadratkilometer. Det finns inga avrinningsområden uppströms utan avrinningsområdet är högsta punkten. Hältorpsån som avvattnar avrinningsområdet har biflödesordning 2, vilket innebär att vattnet flödar genom totalt 2 vattendrag innan det når havet efter 43 kilometer. Avrinningsområdet består mestadels av skog (83 %). Avrinningsområdet har 0,53 kvadratkilometer vattenytor vilket ger det en sjöprocent på 10,6 %.

## Bilder

Trollsjön
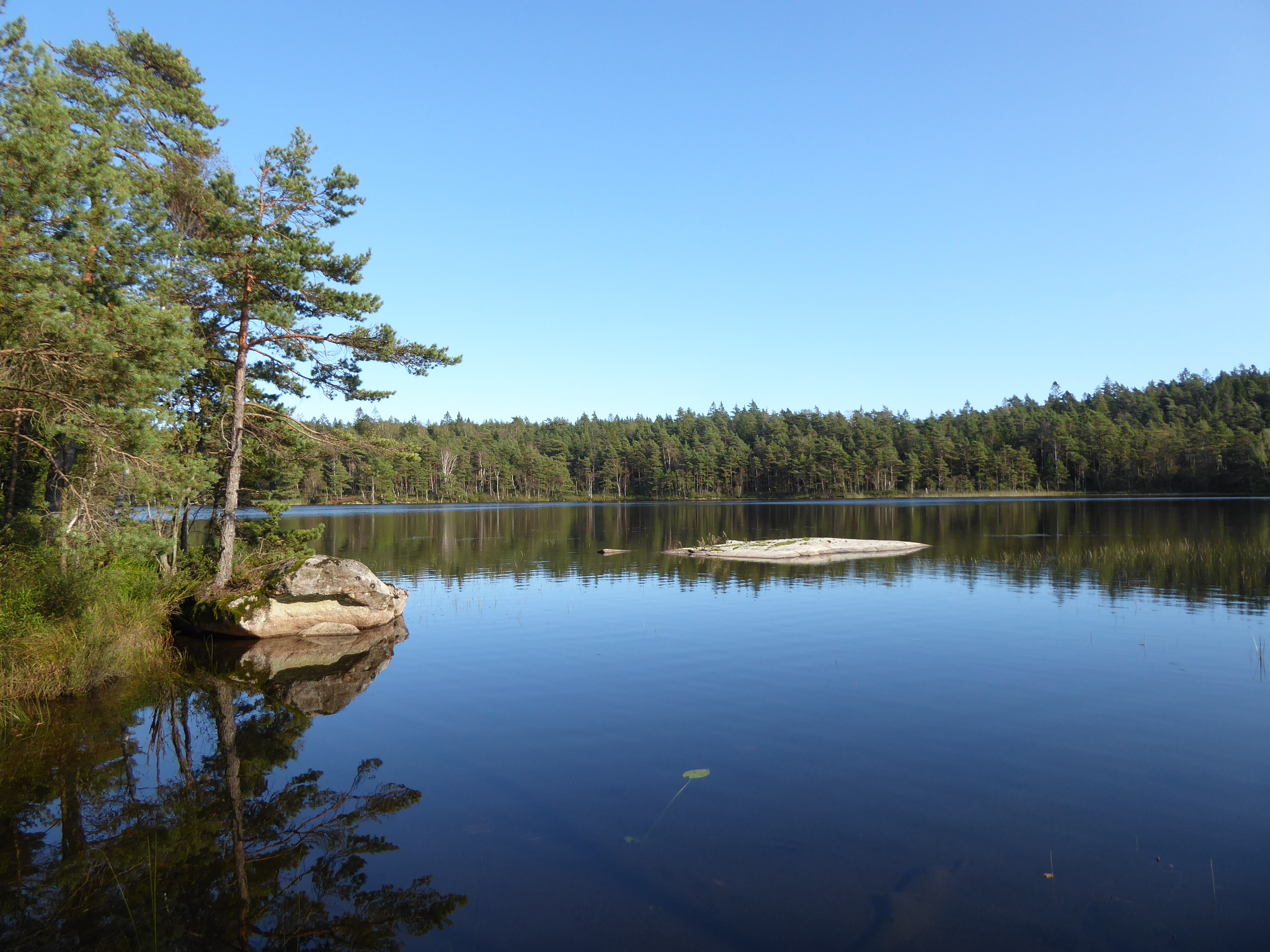
Trollsjön västerifrån
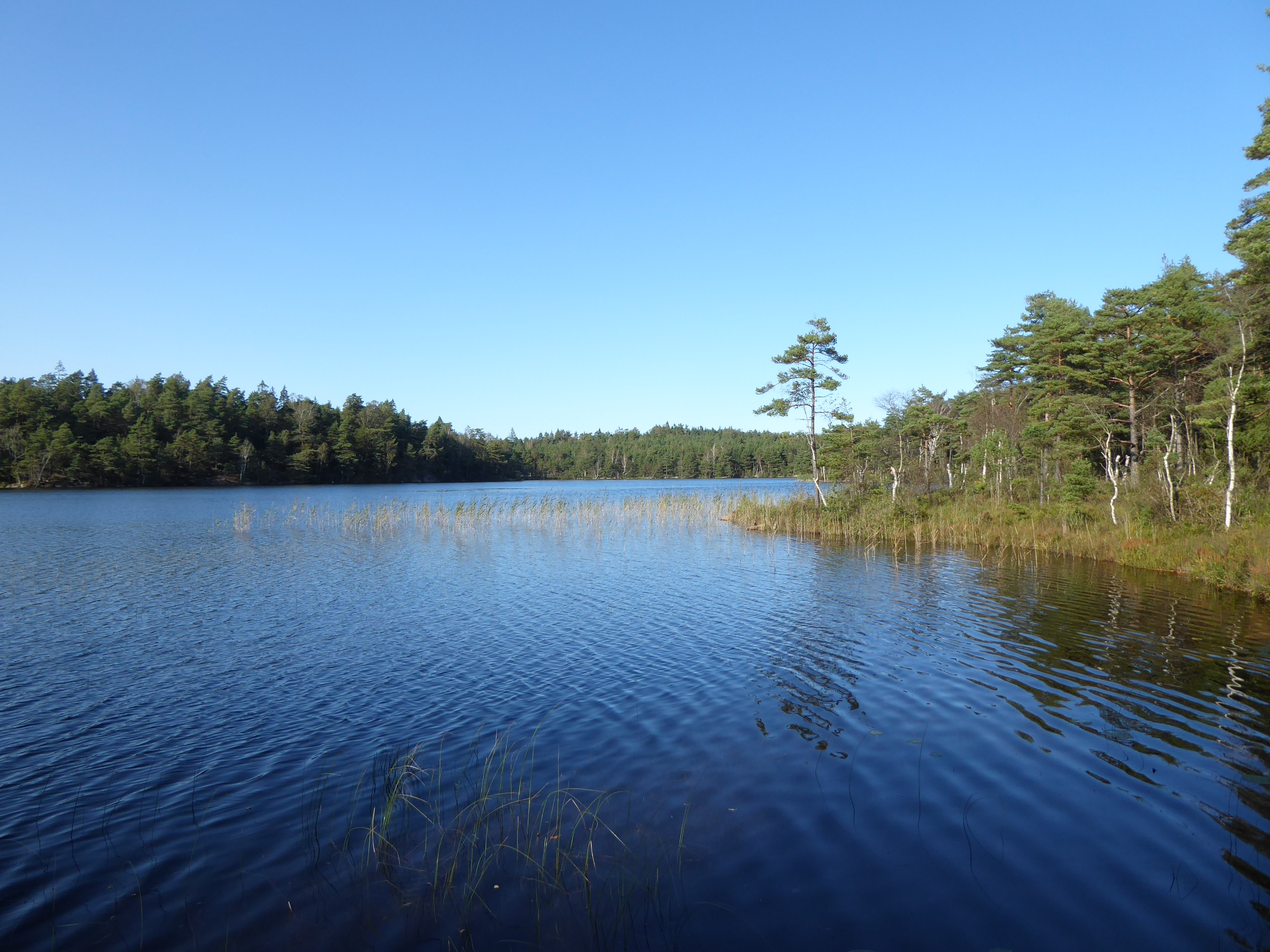
Trollsjön från sydöst
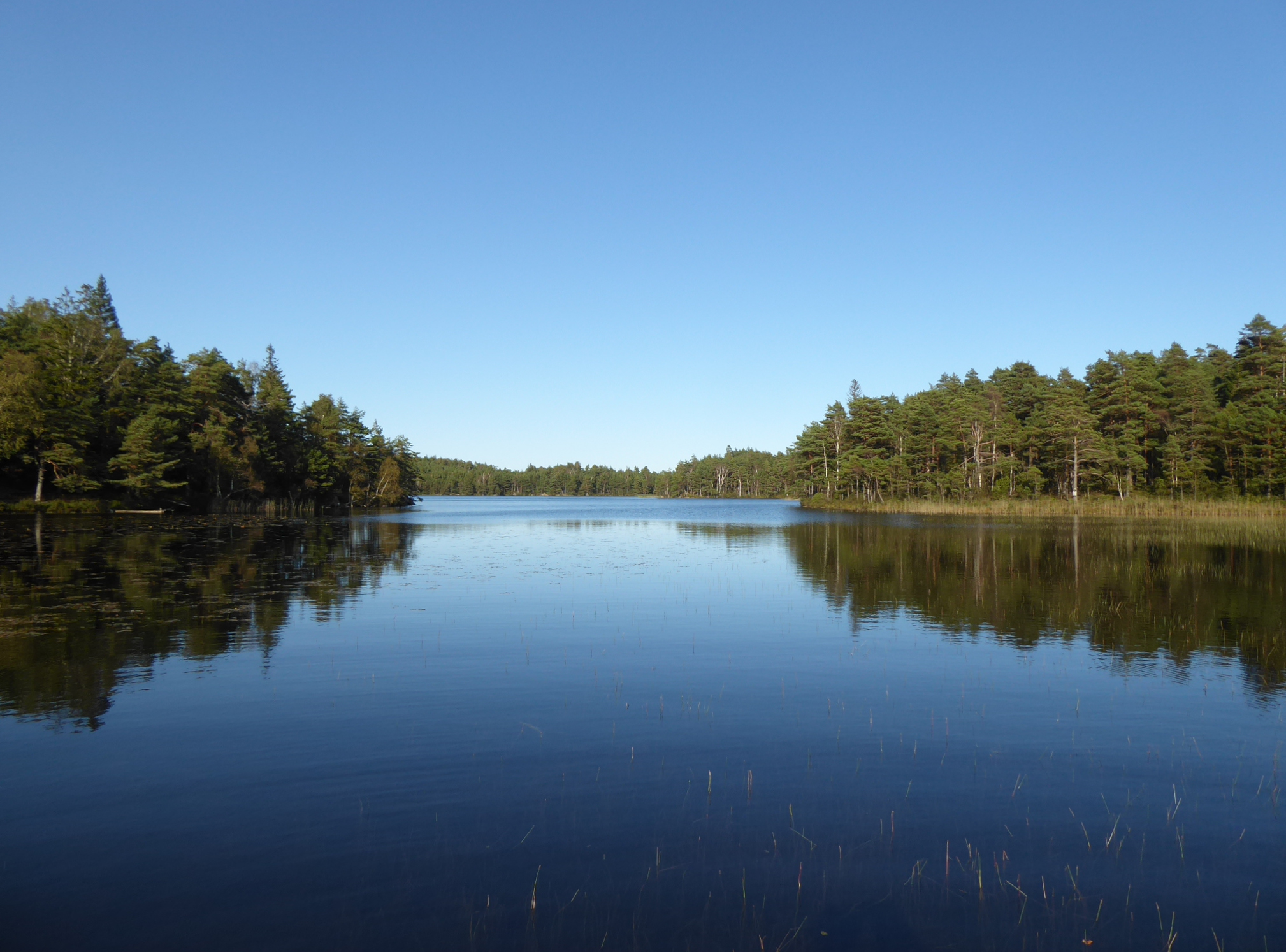
Trollsjön söderifrån
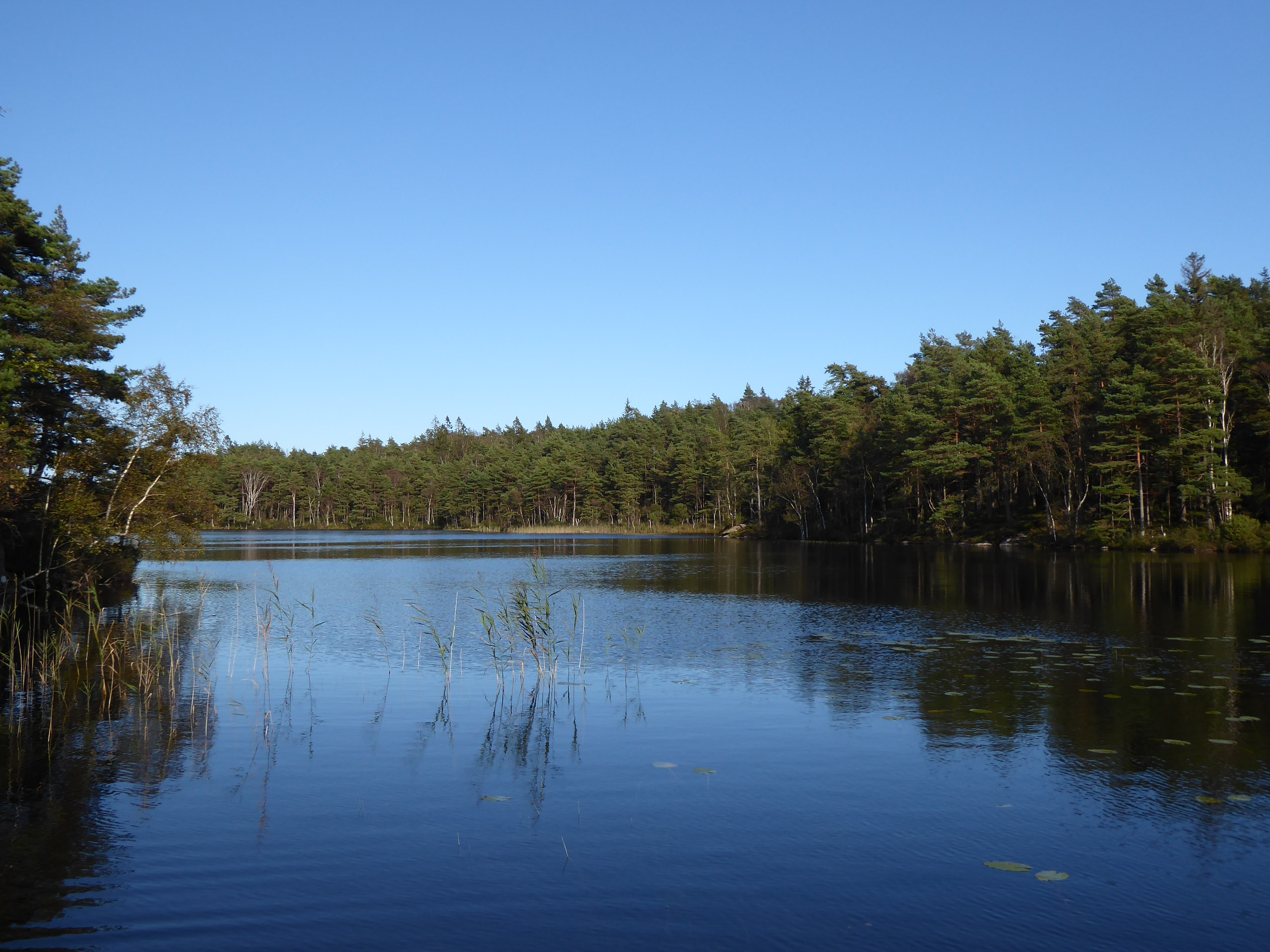
Trollsjön från sydväst
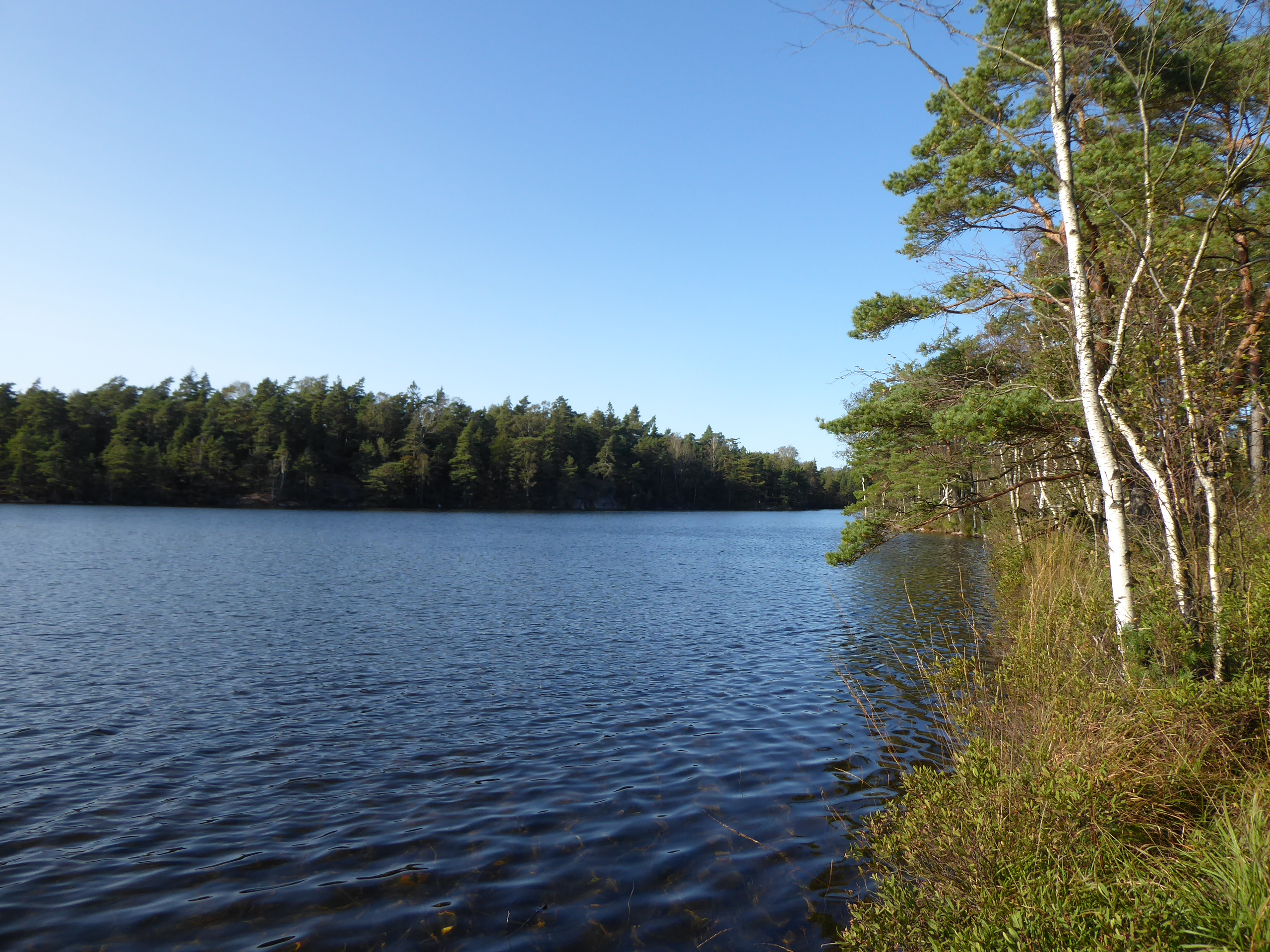
Trollsjöns mittdel från östra strandkanten